# タマスダレ
タマスダレ（玉簾、珠簾、学名：Zephyranthes candida）は、ヒガンバナ科（クロンキスト体系ではユリ科）タマスダレ属の球根草。
和名の由来は、白い小さな花を「玉」に、葉が集まっている様子を「簾」に例えたことによる。別名は四季水仙（しきずいせん）。
別名のレインリリー（雨ユリ）とは、ゼフィランサス属及び近縁のハブランサス属の総称であり、タマスダレだけの別名ではない。まとまった雨後に一斉に花茎を伸ばし開花することに由来する。また、タマスダレを「ゼフィランサス」ということもあるが、本来、ゼフィランサスは属名であるので注意を要する。
花言葉：純白な愛・期待

## 形態・生態
葉は細長く棒状で濃緑色、土から直接出ている。
夏 - 初秋に白い花を咲かせる。1本の花茎に対して、花は1つだけである。
種子をほとんど作らない個体とよくつける個体が存在する。
球根の分球でよく増える。

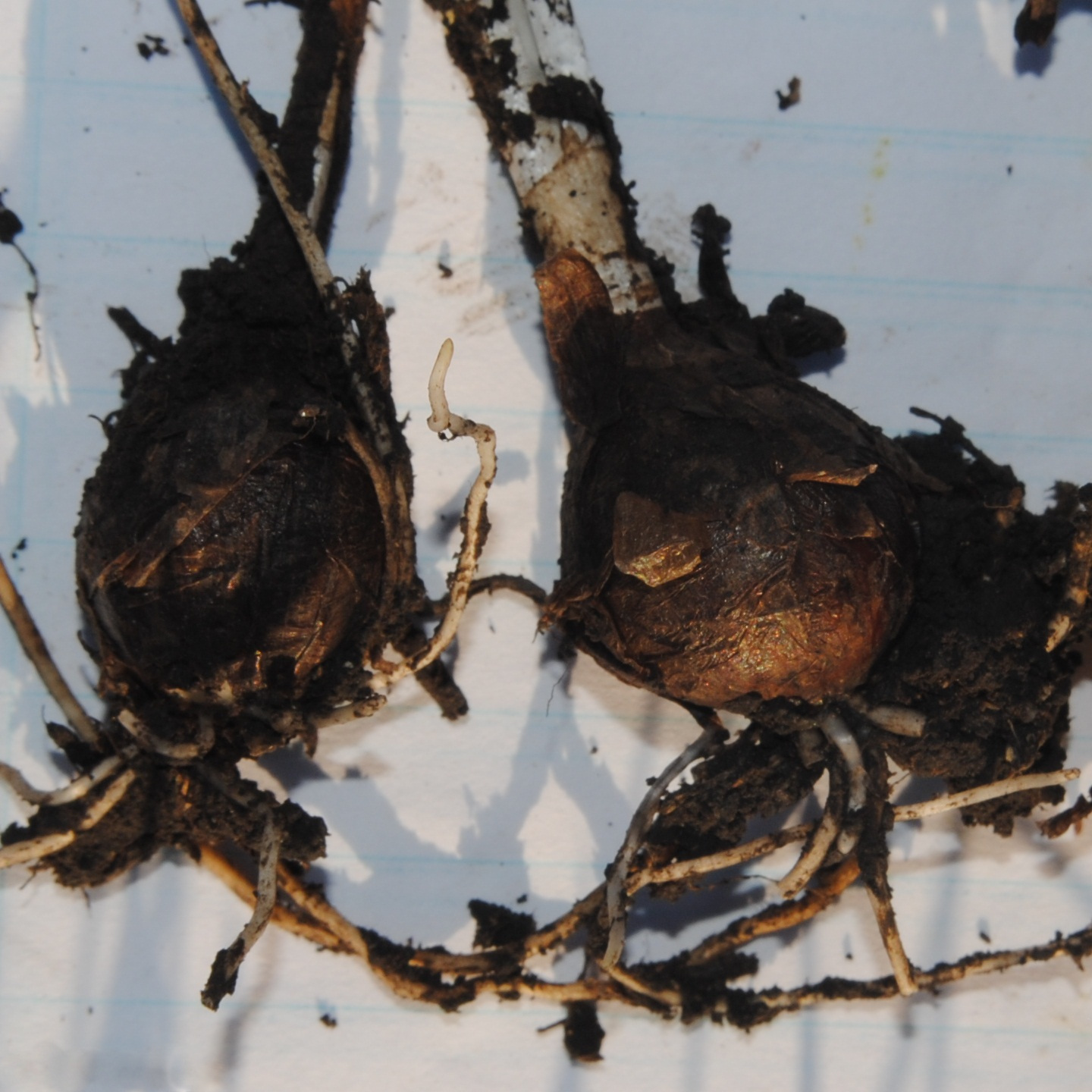
球根
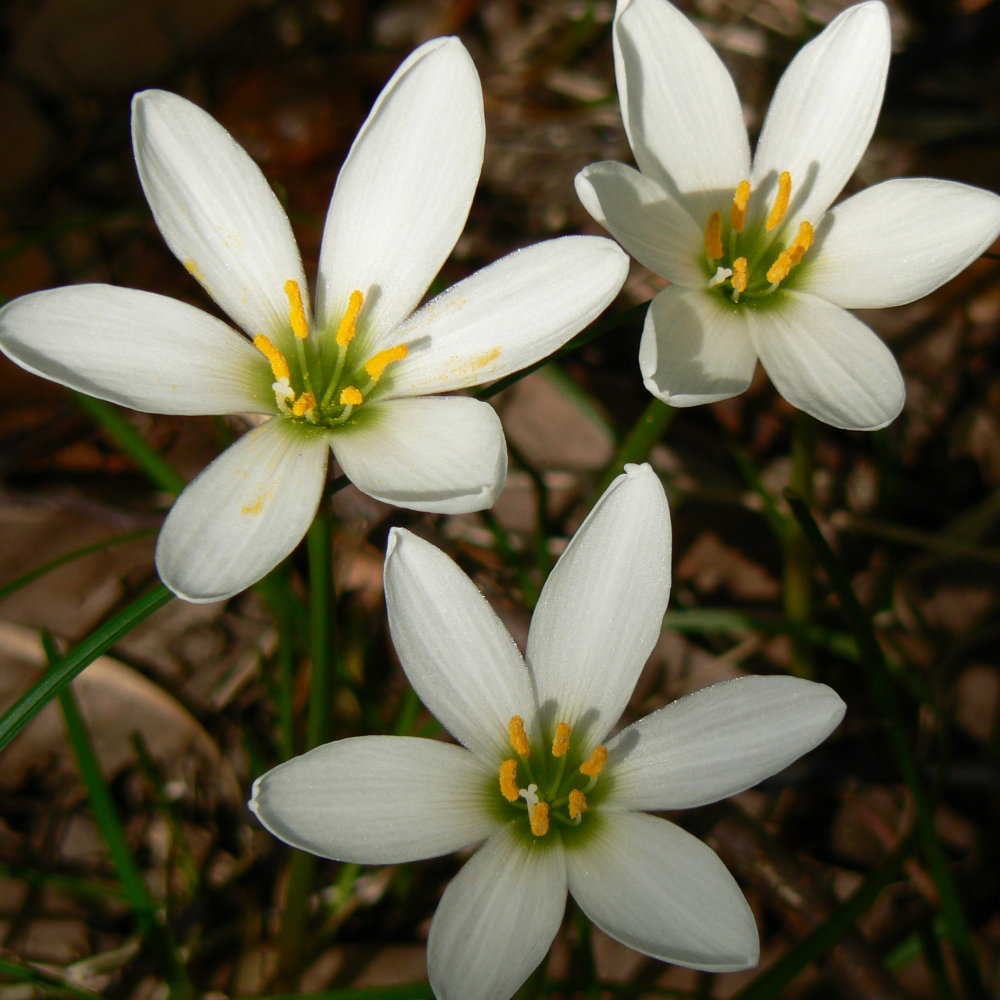
花
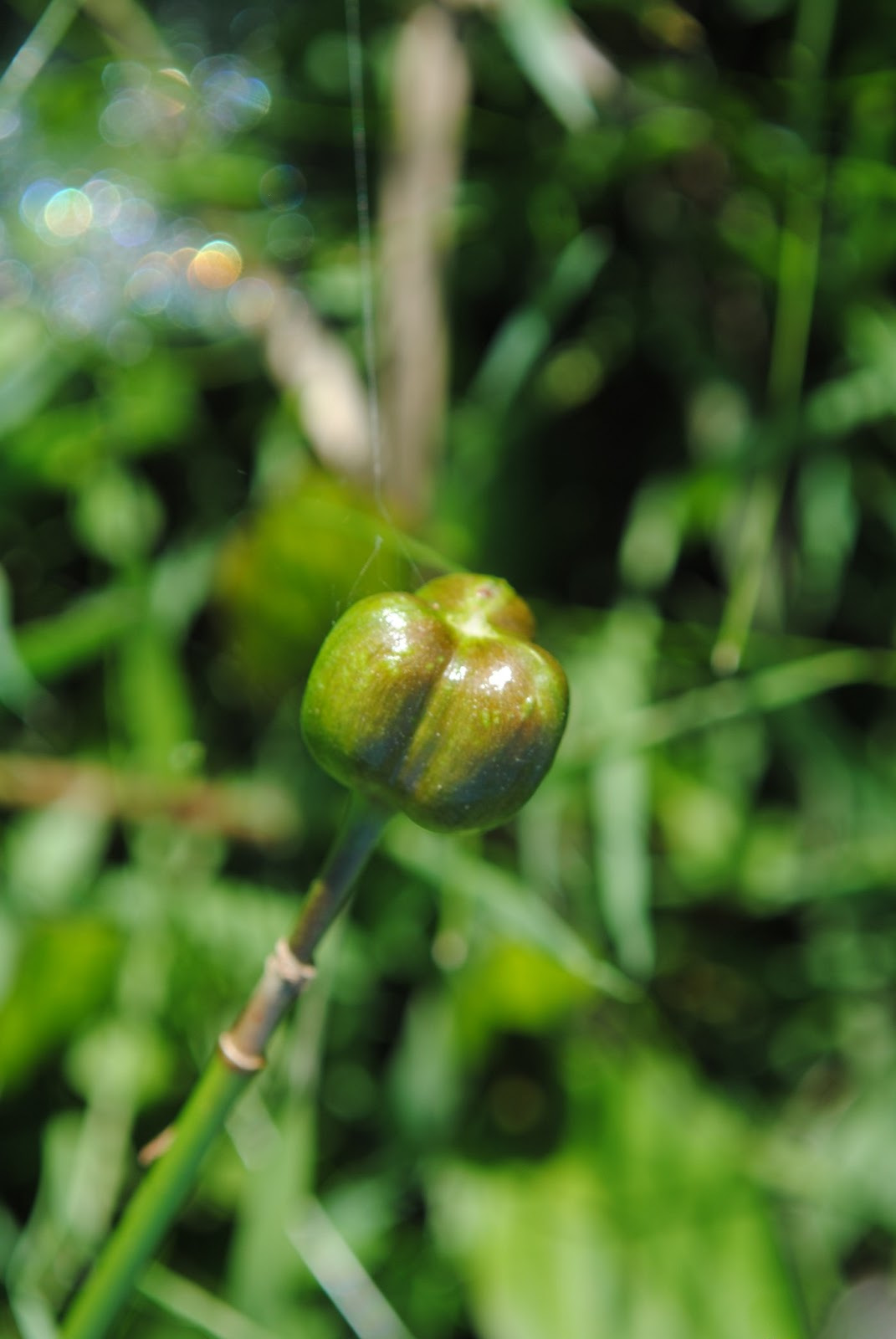
果実
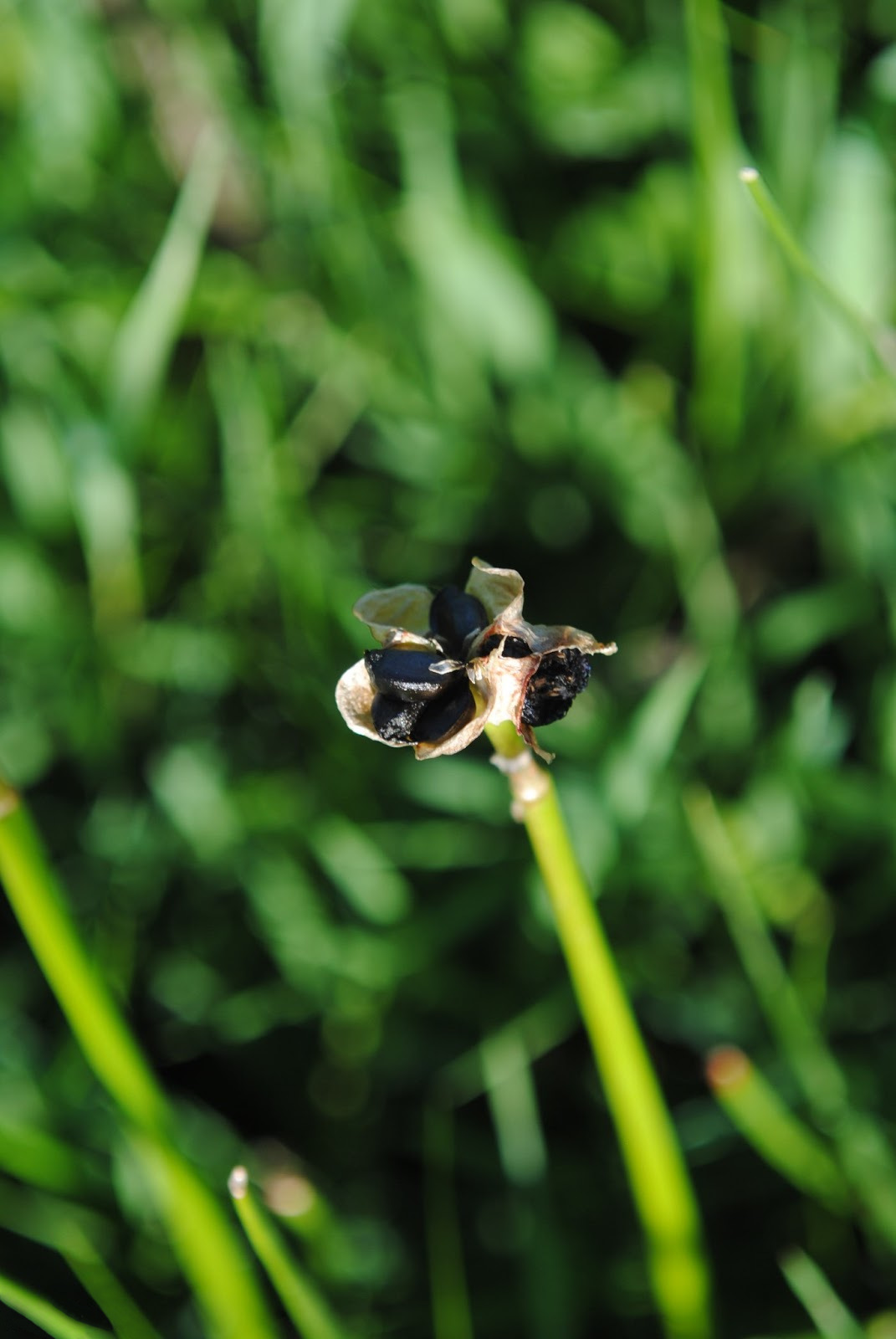
種子

葉や鱗茎にリコリンというアルカロイド成分が含まれており、誤食すると嘔吐、痙攣の症状をおこす。葉はノビルと間違いやすい。

## 分布
原産地はブラジル（南東部: サンパウロ州; 南部: パラナ州、サンタカタリーナ州、リオ・グランジ・ド・スウ州）、ウルグアイ、アルゼンチン北東部（ミシオネス州、エントレ・リオス州、ブエノスアイレス州、サンタフェ州、コルドバ州）。日本には明治時代初期の1870年頃渡来し、日本の風土にも良く適応し、人里周辺に半野生化した群落が見られることがある。
日当たりさえよければ、乾燥地-湿地まで生息できる。

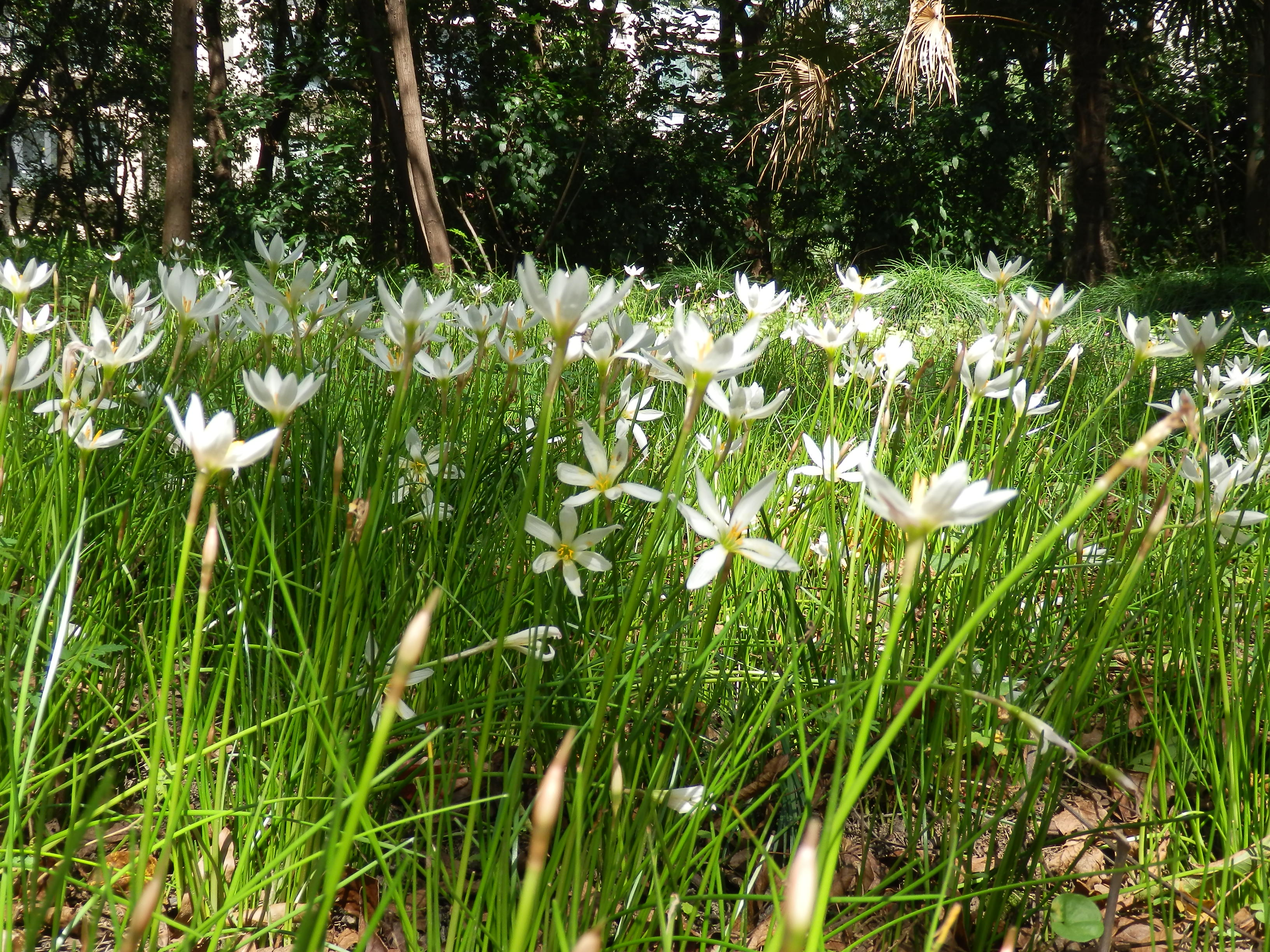

## 人間との関わり
春先に球根が園芸店やホームセンターに出回る。多くの場合、本種の他に比較的近縁種であるサフランモドキ、キバナサフランモドキ、ハブランサスなどの球根と本種の球根をミックスした物がレインリリーやゼフィランサスの名で出回る。